# Stanislav Polák
Stanislav Polák (4. ledna 1936 Orlová – 1. prosince 2017 Příbram) byl český historik, odborník na pomocné vědy historické a archivář. Dlouhá léta vedl Státní okresní archiv v Příbrami. Od roku 1992 byl vědeckým pracovníkem Masarykova ústavu Akademie věd České republiky, kde se zabýval především životem T. G. Masaryka, je autorem sedmisvazkového životopisu T. G. M.

## Život
Narodil se v rodině gymnaziálního profesora dějepisu a zeměpisu Jiřího Poláka (1903–1973) a jeho ženy Marie rozené Hummelové (1907–1995). Byl prostřední ze tří synů: měl staršího bratra Jiřího a mladšího bratra Jaroslava. V roce 1954 maturoval na Gymnáziu v Příbrami. Po maturitě mu nebylo dovoleno studovat obor, který si zvolil (filosofie a psychologie na Filosofické fakultě Univerzity Karlovy ani na obor čeština – francouzština). Bylo mu doporučeno studium na Vysoké škole ruského jazyka. To ale odmítl. Proto začal pracovat v Okresním archivu v Příbrami.
Od roku 1955 dálkově studoval obor archivnictví na Filosofické fakultě Univerzity Karlovy. Studium ukončil v roce 1961. Již v roce 1959 převzal vedení příbramského archivu po Jindřichu Václavu Bezděkovi. V roce 1966 při příležitosti 750. výročí první písemné zmínky o Příbrami inicioval spolu s tehdejším ředitelem Okresního vlastivědného muzea v Příbrami Ottou Bartoněm vznik Vlastivědného sborníku Podbrdska. Ten redigoval v letech 1977–1987.
Ve svých vědeckých pracích se věnoval pomocným vědám historickým, především paleografii. Je rovněž autorem práce Průvodce po archivních fondech a sbírkách I. z roku 1984. Vedle toho se skrytě věnoval studiu životopisu T. G. Masaryka. V této práci jej – rovněž skrytě – podporovala řada kolegů a známých: Jiří Tywoniak, Ludmila Kloudová, Ivan Hlaváček, Milan Čoupek, Vladimír Růžek a řada dalších.
Po Sametové revoluci byl nařčen ze spolupráce se Státní bezpečností a z archivu odešel. Tohoto obvinění byl ale zbaven výrokem Krajského soudu v Praze v roce 1995.
Od 2. března 1992 působil jako vědecký pracovník Masarykova ústavu Akademie věd České republiky, kde se zabýval životem T. G. Masaryka. Výsledkem jeho práce je sedmisvazkový životopis T. G. Masaryk : za ideálem a pravdou, který vyšel v letech l2000-2014.
V roce 2012 mu byla udělena medaile Za zásluhy o české archivnictví.

## Publikace
Publikoval řadu příspěvků v odborných sbornících a časopisech jako jsou Vlastivědný sborník Podbrdska, Středočeský sborník historický apod., kde se zabýval regionálními dějinami. Celkem publikoval asi 60 statí a článků a více než 50 recenzí, článků o literatuře a dalších tématech.
Je autorem publikací:
- POLÁK, Stanislav. Okresní archiv v Příbrami : Průvodce po archivních fondech a sbírkách. 1. In:  Vlastivědný sborník Podbrdska. Příbram: Okresní archiv v Příbrami, 1984. Svazek 20.

- Příbram slovem a obrazem, Fotografie Miroslav Krob st., Miroslav Krob ml., Příbram: Městský úřad Příbram, 1992
- Charlotta Garrigue Masaryková, Praha: Mladá fronta, 1992
- Masarykovi rodiče a antisemitský mýtus, Praha: Ústav T. G. Masaryka, 1995
- T. G. Masaryk: za ideálem a pravdou – sedmisvazkový životopis T. G. M., Praha : Masarykův ústav Akademie věd České republiky, 2000-2014